# Nihošovice
Nihošovice (v místním nářečí Nihošouce) jsou obec v okrese Strakonice v Jihočeském kraji. Leží zhruba tři kilometry severozápadně od Volyně a 8,5 kilometru jihozápadně od Strakonic. Leží v Šumavském podhůří (podcelek Bavorovská vrchovina, okrsek Volyňská vrchovina) při ústí Nihošovického potoka do potoka Peklov, v údolí mezi vrchy Ostrý (591 metrů) a Chrastava (523 metrů). Kromě Nihošovic obec zahrnuje i územně nesouvisející vesnici Jetišov. Žije zde 310 obyvatel.

## Historie
První písemná zmínka je z první poloviny 14. století, držitelem majetku byl pravděpodobně Buden. Další doklad – ze 7. září 1352 – uvádí obec jménem Nyhossowycz (odtud Něhošovice, ves lidí Něhošových, později již zvané Nihošovice) a jejího držitele Mikuláše Kosoře. Další zmínky o Nihošovicích souvisejí již s panstvím Volyně, které bylo v majetku svatovítských proboštů. Po husitských válkách církev ztratila své volyňské panství, v roce 1436 jej zastavil císař Zikmund Přibíkovi z Klenové za pomoc při obléhání Volyně. Po něm následují jako další držitelé Nihošovic: v roce 1457 Václav Vlášek z Miloňovic a v roce 1468 Bušek Buzický z Buzic, na počátku 16. století Matěj z Třebska, pak Adam Řepický ze Sudoměře, který v roce 1543 prodal tvrz, dvůr i ves Janu Malovcovi z Pacova. Asi v roce 1569 se do Nihošovic přiženil Arnošt Vitanovský mladší z Vlčkovic, kterého Jan Malovec z Pacova ustanovil dědicem. Rod Vitanovských byl zde až do roku 1670. Po vystřídání dalších majitelů se Nihošovice dostaly v roce 1706 pod svatovítské proboštství. Církevní majetek tu potvrzuje i P. František Teplý, v Dějinách města Volyně uvádí: „Panství volyňské rozmnožil probošt Mayer, koupiv statek Nihošovice… kolem roku 1703“.

## Obyvatelstvo
| Rok            | 1869 | 1880 | 1890 | 1900 | 1910 | 1921 | 1930 | 1950 | 1961 | 1970 | 1980 | 1991 | 2001 | 2011 | 2021 |
| -------------- | ---- | ---- | ---- | ---- | ---- | ---- | ---- | ---- | ---- | ---- | ---- | ---- | ---- | ---- | ---- |
| Počet obyvatel | 532  | 575  | 562  | 640  | 626  | 599  | 532  | 410  | 380  | 333  | 244  | 256  | 288  | 295  | 300  |
| Počet domů     | 86   | 87   | 90   | 91   | 92   | 94   | 95   | 101  | 96   | 91   | 81   | 84   | 106  | 115  | 114  |

## Části obce
Obec Nihošovice se skládá ze dvou částí na dvou stejnojmenných, spolu nesousedících, katastrálních územích:
- Jetišov
- Nihošovice

V letech 1960–1990 k obci patřily i Němětice a od 1. ledna 1974 do 23. listopadu 1990 také Radkovice, Švejcarova Lhota a Úlehle.

## Pamětihodnosti
- Kaple svatého Antonína Paduánského – Na kopci západně od vsi se nachází kaple z konce 17. století, centrální stavba ve tvaru kříže a se sklenutou kupolí nad středním prostorem. Jejího fundátora připomíná nápis za hlavním oltářem: „Jindřich Vilém Vitanovský z Vlčkovic, urozený a statečný rytíř, někdejší pán v Něgošovicích a Něměticích, který kapli nad vsí nákladem svým vlastním vystavět dal a jinými dary jest nadal roku 1693. Usnul v Pánu 20. září 1696.“
- Nihošovický zámek vznikl rozšířením starší tvrze ze 14. století. Ta byla později renesančně přestavěna a ještě později její nadzemní část stržena. Před její areál, v němž se dochovaly pouze sklepy, byl v letech 1670–1675 za Chřepických z Modliškovic postaven jednopatrový zámek s půlkuhovým portálem. Z východního průčelí vystupuje závěr bývalé kaple Máří Magdalény.[7][8]

## Galerie

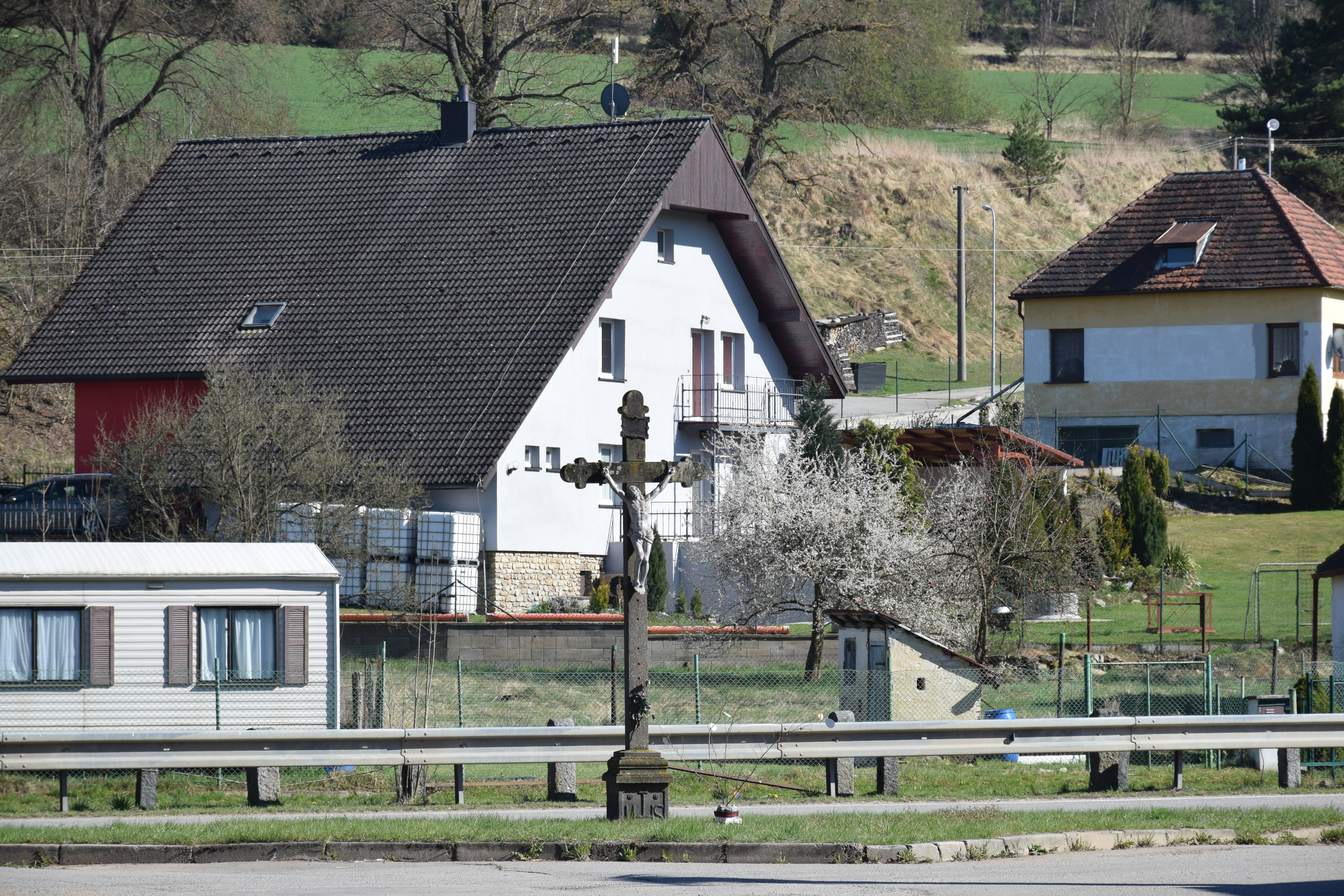
Kříž na návsi
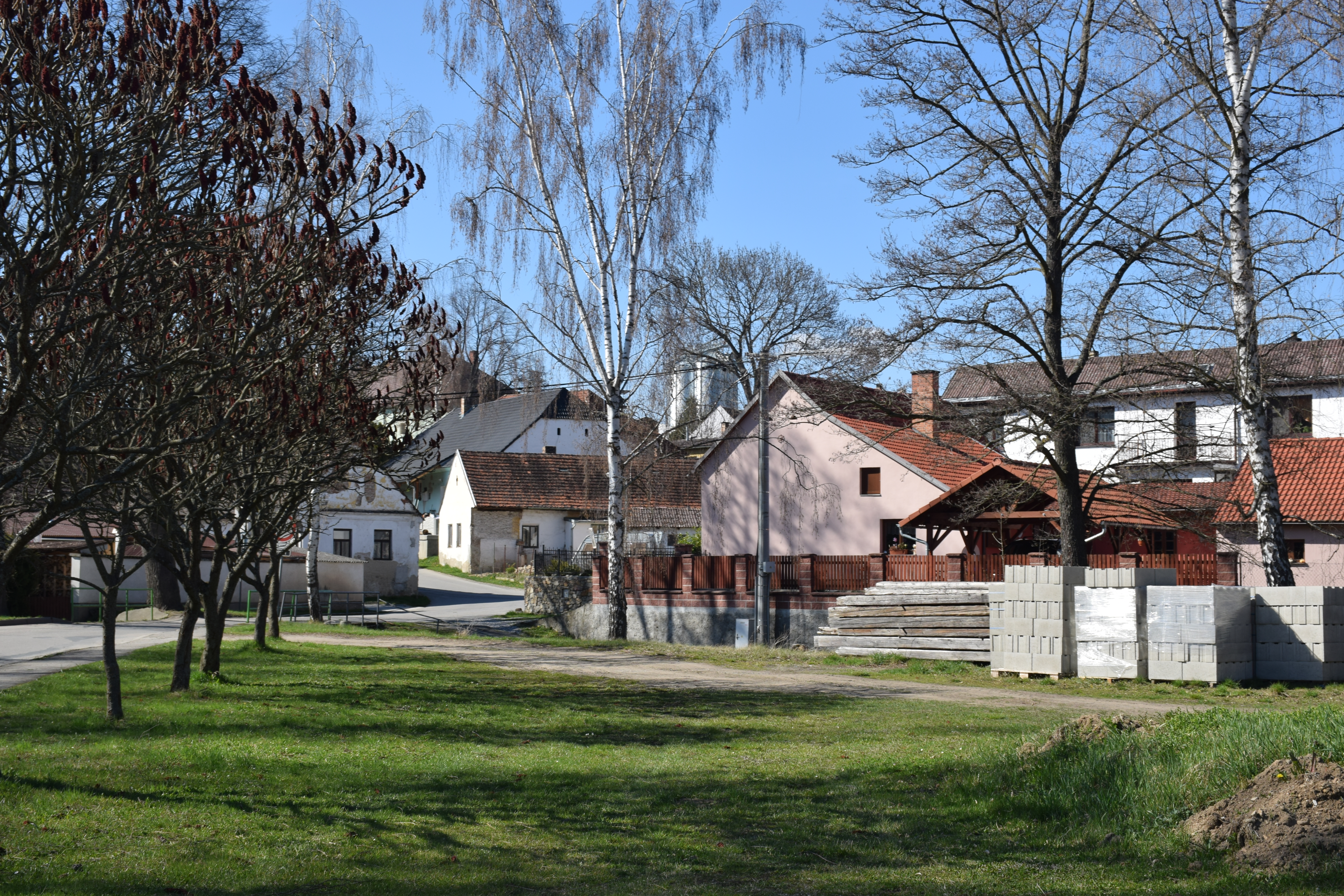
Náves
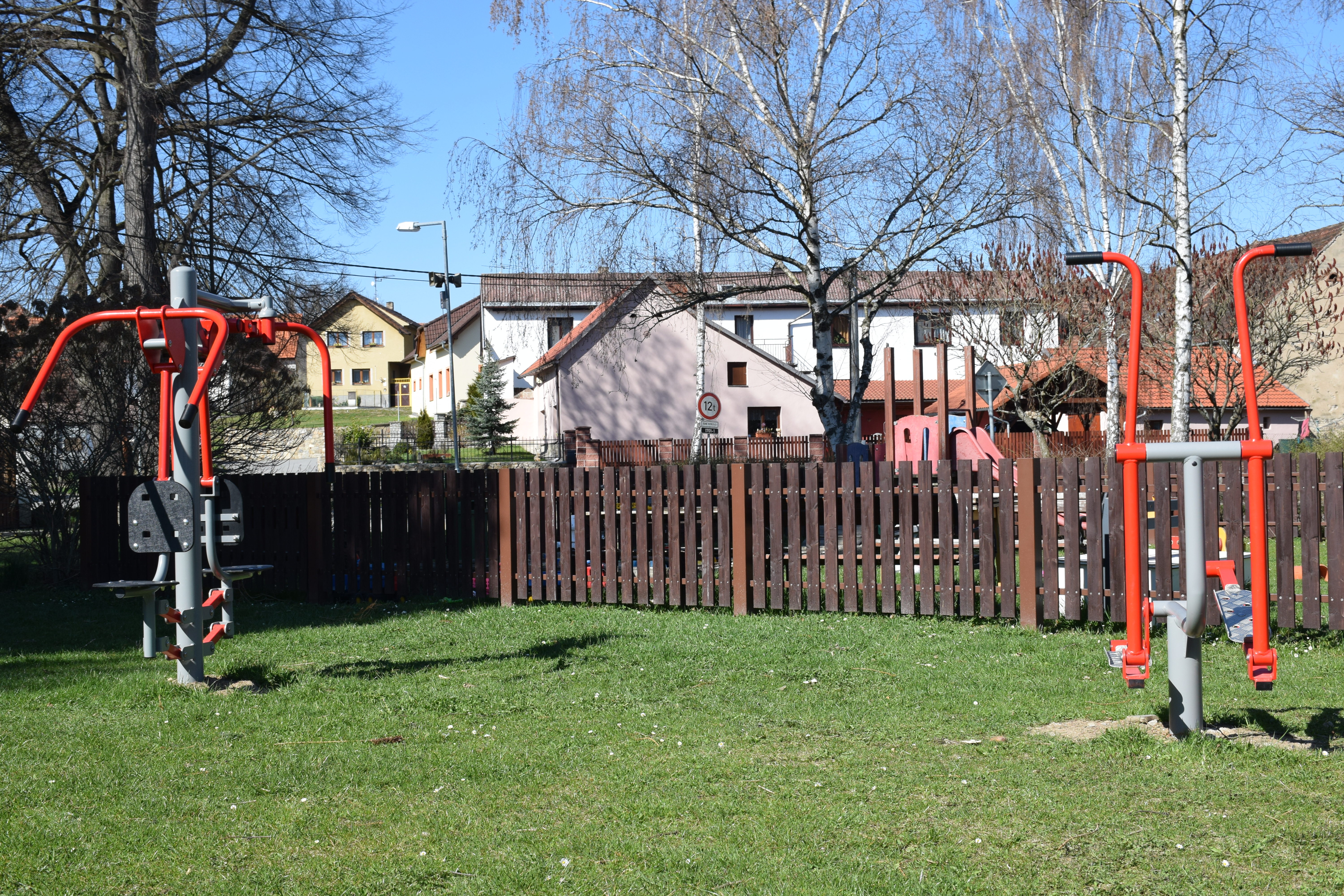
Hřiště
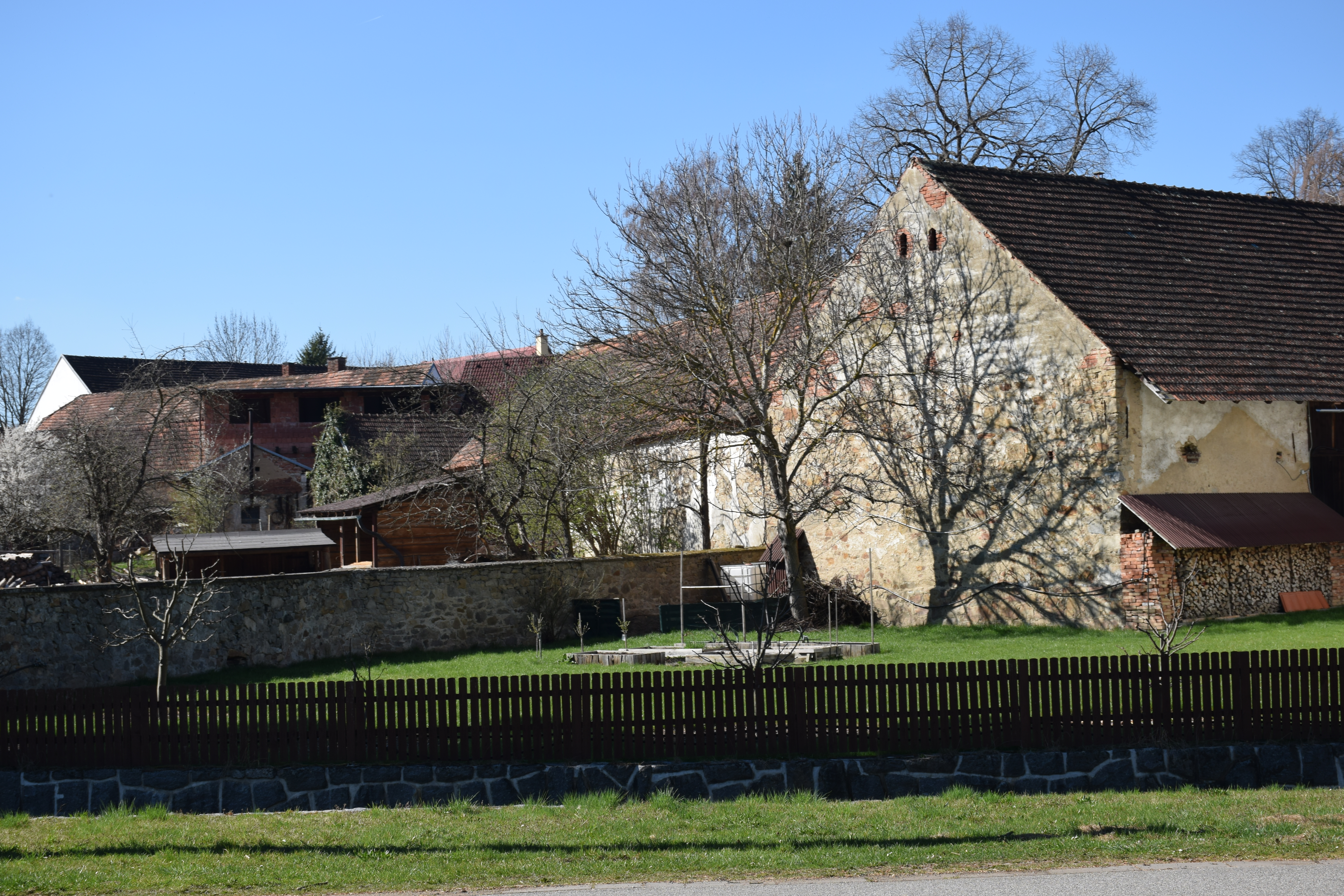
Statek
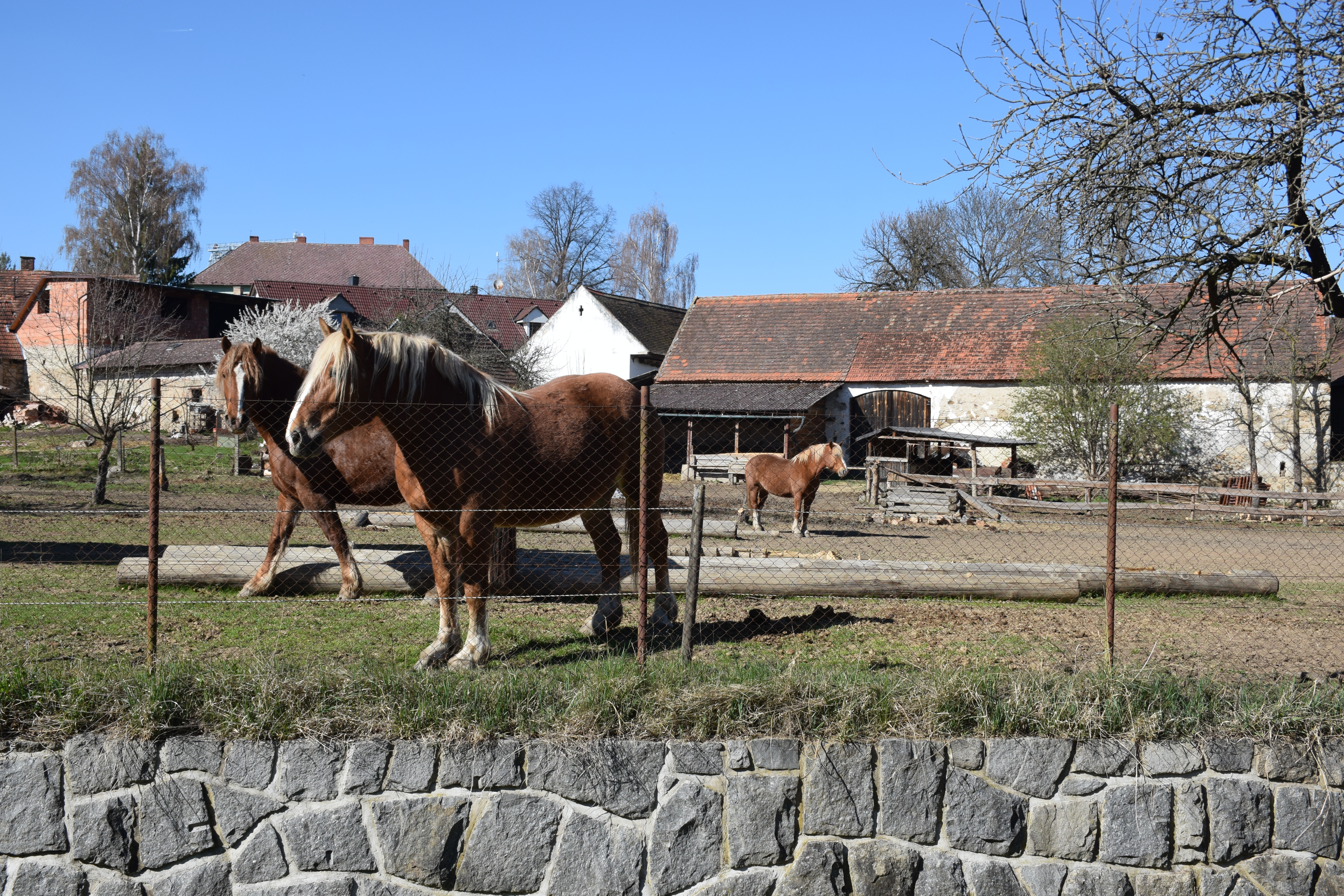
Statek II
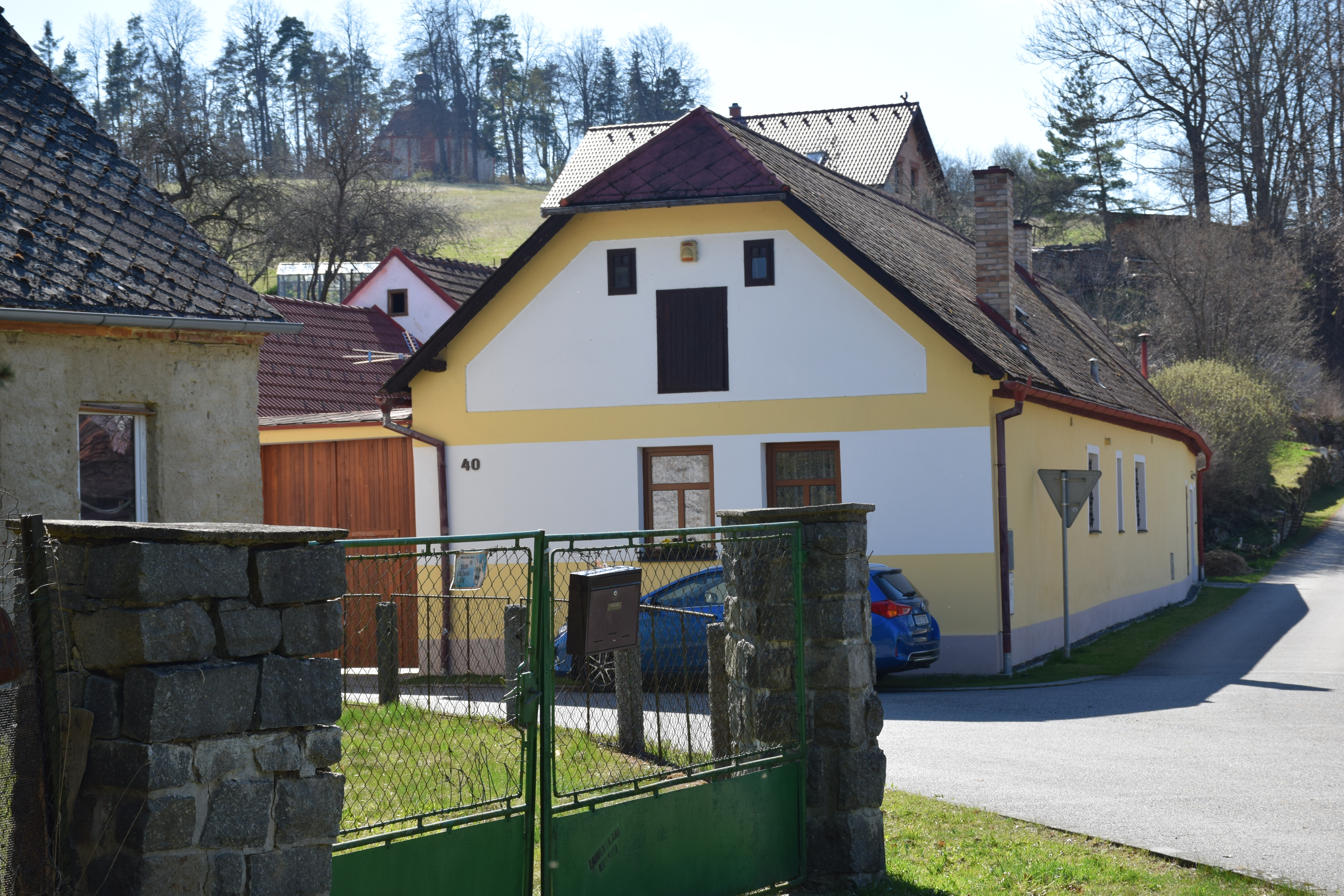
Dům s kaplí Sv. Antonína Paduánského
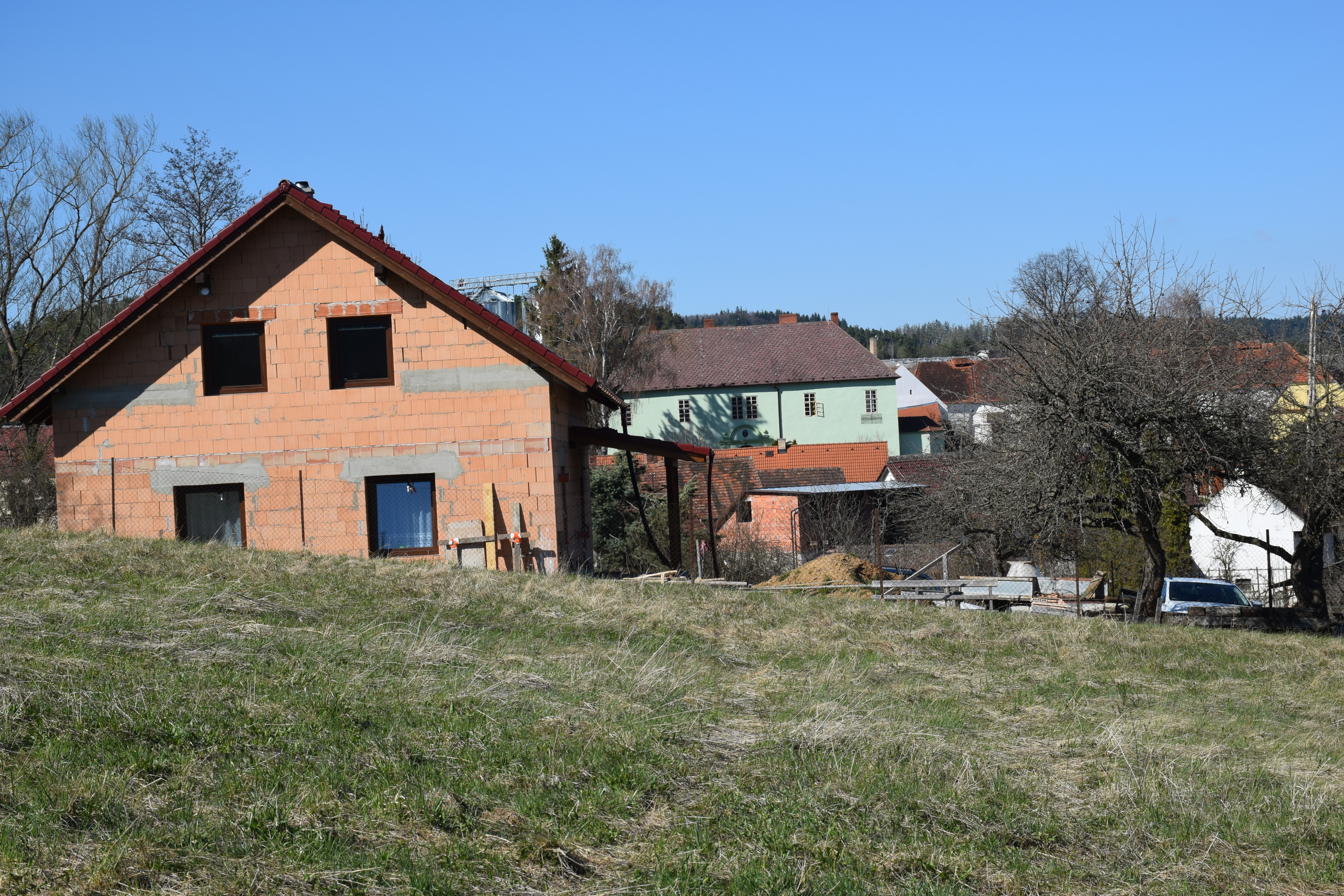
Novostavba u zámku